# 아르메니아 사도교회
아르메니아 사도교회(아르메니아어: Հայ Առաքելական Սուրբ Եկեղեցի, 정식명칭 아르메니아어: Հայաստանեայց Առաքելական Սուրբ Եկեղեցի) 또는 아르메니아 정교회는 아르메니아에 있는 오리엔트 정교회에 속한 기독교 교단이다. 전세계의 신자 수는 약 900만 명이다.

## 유래와 조직
아르메니아 사도교회의 이름의 유래는 복음서와 사도행전에 나오는 사도 열두 명이 아르메니아에 기독교를 전했다고 하는 이야기에 유래한다. 칼케돈 공의회 이후인 506년에 정통 신앙을 받드는 교회로부터 분리 독립한 교회이다.
2명의 가톨리코스와 2명의 총대주교(Patriarchates)가 있다. 아르메니아 에치미아진에 거주하는 "전(全)아르메니아인의 가톨리코스"는 사실상 교회의 최고 지도자 역할을 한다(현 수장은 카레킨 2세). 한편 "시스와 킬리키아의 가톨리코스"는 전통적으로 튀르키예 남동부에 있었으나, 아르메니아인 집단 학살로 레바논의 안텔리아스로 옮겨가 위치한다(현 수장은 아람 1세). 한편 총대주교청은 예루살렘과 터키 이스탄불(콘스탄티노플)에 있다.

## 교리와 협력관계
단성론을 주장한다고 여겨지지만 아르메니아 사도 교회는 자신의 교리를 단성론으로 여겨지는 것을 거부하고 있다. 비 칼케돈파 기독교 교회인 콥트 정교회, 시리아 정교회, 에티오피아 정교회와는 교리가 일치되어 상호 교류가 활발히 이루어지고 있다.

## 같이 보기
- 기독교
- 오리엔트 정교회
- 콥트 정교회
- 시리아 정교회
- 에티오피아 정교회